# 雅温得加农炮足球俱乐部
雅溫得加農炮足球俱樂部（Canon Yaoundé） 是一支位于喀麦隆雅温得的职业足球俱乐部。

## 队史
球队是喀麦隆国内联赛于有垄断性的强队之一；在球队队史中曾9次夺得全国冠军 11 盃赛冠军。并且在1971年，1978年，1980年三次夺得过非洲俱乐部冠军盃的桂冠，在1979年也夺得过非洲优胜者杯的冠军。

## 球队战绩
- 非洲俱乐部冠军杯: 3次

1971年, 1978年, 1980年
- 非洲优胜者杯: 1次

1979年
- 喀麦隆足球甲级联赛: 9次

1970年, 1974年, 1979年, 1980年, 1982年, 1985年, 1986年, 1991年, 2002年
- 喀麦隆杯: 11次

1967年, 1973年, 1975年, 1976年, 1977年, 1978年, 1983年, 1986年, 1993年, 1995年, 1999年

## 效力过球队的球星
- 马克-维维安·福
- 弗朗西斯·阿曼-比耶克
- 托马斯·恩科诺
- 尼兰德·皮埃尔·沃姆

## 外部連結
- Classic Clubs: Canon de Yaoundé at FIFA.com
- Canon Kpakum Yaoundé fansite （页面存档备份，存于）